# Warp Records
La Warp Records è una casa discografica indipendente britannica, fondata a Sheffield nel 1989, conosciuta per aver scoperto e fatto emergere molti degli artisti più duraturi del panorama della musica elettronica.

## Storia
Fondata da Steve Beckett e Rob Mitchell, reduci delle loro esperienze lavorative presso il FON record store di Sheffield, e il produttore Robert Gordon, l'etichetta (il cui nome fu cambiato perché il nome originale, "Warped Records" era difficile da distinguere al telefono) cominciò subito la sua attività nell'industria musicale facendo conoscere molti artisti che avrebbero, in futuro, influenzato profondamente il genere elettronico.
La prima release (WAP1) fu di Forgemasters (prodotto da Robert Gordon), di cui 500 copie vennero pubblicate con la scritta Track With No Name per finanziare una concessione del permesso di impresa. Negli anni '90 l'etichetta fu centrale nell'imposizione del genere techno, la cui scena in Regno Unito diventò ben presto associata con l'etichetta.
Tra gli artisti più importanti nel roster dell'etichetta troviamo Aphex Twin, Flying Lotus, LFO, Prefuse 73, Boards of Canada, Autechre, Squarepusher, Danny Brown e Yves Tumor.